# Porellaceae
Porellaceae es una familia de hepáticas del orden Jungermanniales. Tiene los siguientes géneros:

## Taxonomía
Porellaceae fue descrita por Francis Cavers y publicado en New Phytologist 9: 292. 1910.

## Géneros
- Bellincinia
- Macvicaria
- Madotheca
- Porella